# Неджефет-хенетет
Неджефет-хенетет (егип. nḏft ḥntt — «Верхнее терпентинное дерево») — в древности XIII септ (ном) Верхнего Египта. Древние греки называли его Ликополисский «первый» ном (поскольку был ещё Ликополисский «последующий» ном). Столицей (егип. Niwt) септа был город Сиут (копт. Сйовт, греч.: ἡ Λύκων πόλις (Ликополис — «Волчий город»), араб. أسيوط‎, Asyūţ), позже - Немти / Гераклеон (современный Аль-Атавла).

## Культ
Главным божеством септа был волкоподобный бог Упуаут (Вепуат, «Открывающий пути»), местное воплощение Анубиса, культ которого связан с тотемическим покровителем территории септа — стоящим черным волком (шакалом).

## История септа
В течение Первого переходного периода номархи Неджефет-хенетет принимали активное участие в войне между Гераклеопольским и Фиванским номами Верхнего Египта, боровшимися за гегемонию над всем Египтом. Надписи в гробницах номархов Неджефет-хенетет в деталях описывают их военно-политическое участие в этой междоусобной войне на стороне Гераклеополя.

## Известные номархи
| Имя                                    | Время правления                              | Комментарий |
| VI династия                            | VI династия                                  | VI династия |
| -------------------------------------- | -------------------------------------------- | --- |
| Хенку                                  |                                              | |
| IX—XI династии                         |                                              | |
| Хети I (Htj)                           | XXII в. до н.э., при царе Хети IV            | |
| Тефьеб (jtw-jb.j)                      | XXI в. до н.э., при царях Хети IV и Мерикара | Сын (?) Хети I |
| Хети II (Htj)                          | XXI в. до н.э., при царе Мерикара            | Сын Тефьеба. «Наместник, Наместник Наместников, сын Наместника, сын дочери Наместника», «Военачальник всей страны» и «Великий предводитель Верхнего Египта» |
| Месехти                                | при X династии                               | |
| XII—XIII династии                      |                                              | |
| Хапиджефаи I (Джефаихапи - Df;.j-h'pj) | ок. 1937 г. до н.э., при Сенусерте I         | Дети: Хапиджефаи II |
| Хапиджефаи II                          | при Аменемхете II                            | Сын Хапиджефаи I и Ади (Jdy) |
| Додекархия                             |                                              | |
| Джедхор                                | VII в. до н.э., при Ашшурбанипале            | Носил царский титул. Фигурирует и в летописи Ашшурбанипала                                                                                                  |